# 配属ガチャ
配属ガチャ（はいぞくガチャ）とは、新入社員が希望する勤務地や職種に配属されるか分からないことを、ソーシャルゲームの「ガチャ」になぞらえた俗語。「運次第で引いてみないとわからない」といった不安な心境などを表し、学生を中心に主にインターネット上などで使われる。入社後の自分の運命が、「ガチャ」のように偶然によって決まってしまうことへの皮肉も込められた表現になっている。
マイナビの調査結果によれば、9割近い学生が「入社前に配属先を知りたい」と答えたが、企業を対象にした別の調査では勤務地や職務内容を「入社式より前に伝える」はおよそ6割にとどまり、学生の「知りたい時期」と実態にずれが生じている。エッグフォワード株式会社 代表取締役社長の徳谷智史は「ガチャ」が生じる原因について、「企業と個人の間で情報の非対称性が生じていること」と指摘している。
上司に恵まれるかを「ガチャ」になぞらえた上司ガチャ（じょうしガチャ）なども同様に使われている。

## 背景

### 新卒一括採用
多くの日本企業で入社（一般的に、入社1か月前以降）まで配属先が決まらない、ないしは通達されない仕組みが取られている背景には、実際に新人を働かせてみないと適性が見極めにくいという問題がある。日本企業の多くは欧米のように職種別に採用するジョブ型採用（ジョブ型雇用）と違い、ノースキルの学生を「総合職」として大量に採用する新卒一括採用方式を取っている。入社後は研修や配属先での職場内訓練（OJT）、定期的な人事異動（ジョブローテーション）を通じて人材を育成していく方法が主流であり、多数の新入社員を各部署に割り当てざるを得ない企業にとって、全ての新入社員を各人の希望する部署に配属するのは難しい。結果として「配属ガチャ」が発生することになる。

#### 日本でのジョブ型採用の拡大と課題
日本でもジョブ型採用を謳い、特定のスキルと専門性を持つ学生を採用して ｢配属ガチャ｣問題の解消を目指す企業が増えている。ジョブ型雇用を実施している企業には資生堂やKDDI、ソニーグループ、日立製作所などがある。富士通でも採用時に所属する部署まで決める仕組みを導入している。このうちKDDIは本人の能力と希望に応じて最初の配属を確約する「WILLコース」採用を始め、2021年度新卒入社者の4割を占めている。ソニーも100近いコース別採用で配属ガチャを回避している。日立製作所では2020年からインターンシップでもジョブ型採用を導入しており、2023年は経験者と新卒合わせてジョブ型採用の比率を95パーセントにすると説明した。
学生の約7割がジョブ型採用に興味があると回答したとする調査結果（2024年卒生対象）もあるが、こうした取り組みの対象は高い専門的素養を持つ学生に限られる現状もある。また、企業としても選考は複雑化し、面接官の人員も十分に用意する必要がある。

### 就活生の意識
産労総合研究所が実施した「2022年3月卒業予定者の採用・就職に関するアンケート」によると、配属（職種・勤務地）に関心がある学生は企業の採用担当者の回答では「増加」が20パーセント、「やや増加」が40パーセントとなっている。同様に大学キャリアセンターの回答でも63パーセントが増加していると答えているように、配属へのこだわりを持つ学生が増加していることが分かる。マイナビが、2023年春に卒業予定の大学生を対象に行った調査をもとに、配属ガチャをめぐる意識について2022年9月15日に発表した調査内容によれば、以下のグラフのような結果が得られた。（勤務地、職種ともに）「どちらも、適性を見て会社に判断してほしい」と回答した学生はわずか7.3パーセントに留まっていることが分かる。また、「行きたくない会社」について「転勤の多い会社」と答えた学生は26.6パーセントで、5年前の18.1パーセントから8ポイント以上増えた。
| ・入社後の配属先は勤務地、職種ともに自分で適性を判断して、選びたい | 54.9％ |  |
| ・勤務地は自分で選びたい                                           | 30.8％ |  |
| ・職種は自分で選びたい                                             | 7％    |  |
| ・どちらも、適性を見て会社に判断してほしい                         | 7.3％  |  |

また、マイナビの長谷川洋介研究員による調査によれば、学生が配属先へのこだわりを強めている背景には「インターンシップの浸透」「 『キャリア自律』意識の高まり」がある。インターンシップへの参加率は2014年の新卒で30パーセント程度だったのに対して、2023年の新卒では80パーセントほどまで増えている。終身雇用などの日本型雇用が見直される動きが出る中、自身のキャリアを主体的に形成してスキルを磨いていく考え方が広がり、入社後にどのような仕事をしたいかを具体的に思い描く学生が増えたと分析している。

ジャーナリストの溝上憲文によるITmediaの記事（2022）によると、現代の学生は「一生この会社でお世話になりたい」というほど企業に対する信頼度が高くはなく、キャリアは自ら形成するものとする考えがあるとしている。前出の産労総合研究所のアンケートでも、入社予定の企業で「何年程度働くつもりでいるか」という質問では「できるだけ長く」が45パーセントと多いが、5年以内に転職を考えている学生が25パーセント、10年以内では36パーセントに上っている。これらからITmediaの記事では、
と分析している。徳谷智史は東洋経済の記事（2022）で、終身雇用制が崩壊し、企業が定年までの生活を保障するという体制が過去のものとなり、被雇用者にとっては今この瞬間に自分の希望する仕事ができるかが大切になっていると指摘している。マイナビは学生が勤務地にこだわる背景について、男女問わず共働き希望が増えていること、安定志向、コロナ禍のリモートワーク浸透で、勤務地や働く場所への考え方が変化したことなどを挙げた。
また、ITmediaの記事では2022年4月発表のラーニングエージェンシー「働くことに関する新入社員意識調査レポート」で「将来会社で担いたい役割」を尋ねた質問で、「専門性を極め、プロフェッショナルとしての道を進みたい（専門家）」と答えた人の割合が31.6パーセントと最も高く、「組織を率いるリーダーとなり、マネジメントを行いたい」は23.5パーセントと2014年の調査開始以来、過去最低の低さになっていることとコロナ禍とを関連付け、会社の経営環境が劇的に変化し将来も安定を望めない背景から、専門性を少しでも早く身につけたいと思う新入社員も多いとの推測を示している。
また、内定後に希望する配属部署に入るために会社に働きかける、就活ならぬ「ハイカツ（配属活動）」をする学生も増えているという。

## 上司ガチャ
配属先以外にも新入社員は周囲との人間関係、特に上司との関係は重要である。上司に嫌気がさして入社直後から転職サイトに登録する新人も少なくないといわれる。こういったいわゆる「上司ガチャ」問題を解決するために、人事部が新入社員と最初の配属先の上司との相性をチェックする例もある。仕事場の人間関係を「ガチャ」になぞらえる例には他にも「同僚ガチャ」、中間管理職側からの「部下ガチャ」などがある。